# Queen of Time
Queen of Time — тринадцатый студийный альбом финской метал-группы Amorphis, выпущенный в 2018 году.

## Альбом
Продюсировал альбом Йенс Богрен, который также был продюсером предыдущего альбома Under the Red Cloud в 2015 году.
Альбом был записан при участии бас-гитариста Олли-Пекки Лайне (Oppu), который некогда был в числе основателей группы Amorphis в 1990 году, но весной 2000 года покинул её, а в 2017 году вновь вернулся, заменив покинувшего в том году группу бас-гитариста Никласа Этелавуори.
Запись альбома Queen of Time была завершена 22 февраля 2018 года. 23 марта вышел первый сингл из этого альбома под названием «The Bee», а 20 апреля второй под названием «Wrong Direction». 18 мая того же года немецким лейблом звукозаписи Nuclear Blast был выпущен и сам альбом.
На композиции «Wrong Direction» и «Amongst Stars» были сняты видеоклипы.
Альбом занял высокие позиции в чартах как у себя на родине в Финляндии (1-е место на Suomen virallinen lista), так и за рубежом (3-и места в США на Top Heatseekers и Швейцарии на Schweizer Hitparade, 4-е место в Германии на GfK Entertainment Charts и пр.).

## Список композиций
Все тексты написаны Пеккой Кайнулайненом.
| №                   | Название                                           | Музыка                 | Длительность |
| ------------------- | -------------------------------------------------- | ---------------------- | ------------ |
| 1.                  | «The Bee»                                          | Сантери «Sande» Каллио | 5:30         |
| 2.                  | «Message in the Amber»                             | Эса Холопайнен         | 6:44         |
| 3.                  | «Daughter of Hate»                                 | Эса Холопайнен         | 6:20         |
| 4.                  | «The Golden Elk»                                   | Сантери Каллио         | 6:22         |
| 5.                  | «Wrong Direction»                                  | Эса Холопайнен         | 5:09         |
| 6.                  | «Heart of the Giant»                               | Сантери Каллио         | 6:32         |
| 7.                  | «We Accursed»                                      | Сантери Каллио         | 4:59         |
| 8.                  | «Grain of Sand»                                    | Эса Холопайнен         | 4:44         |
| 9.                  | «Amongst Stars» (featuring Anneke van Giersbergen) | Сантери Каллио         | 4:50         |
| 10.                 | «Pyres on the Coast»                               | Эса Холопайнен         | 6:19         |
| Общая длительность: | Общая длительность:                                | Общая длительность:    | 57:29        |

| №   | Название               | Музыка                  | Длительность |
| --- | ---------------------- | ----------------------- | ------------ |
| 11. | «As Mountains Crumble» | Олли-Пекка «Oppu» Лайне | 6:17         |
| 12. | «Brother and Sister»   | Сантери Каллио          | 6:03         |

| №   | Название                               | Музыка         | Длительность |
| --- | -------------------------------------- | -------------- | ------------ |
| 11. | «Honeyflow» (featuring Akira Takasaki) | Сантери Каллио | 5:15         |

## Состав
Группа
- Томи Йоутсен[фин.] (Tomi Joutsen) — вокал
- Эса Холопайнен[фин.] (Esa Holopainen) — соло-гитара
- Томи Койвусаари[фин.] (Tomi Koivusaari) — ритм-гитара
- Олли-Пекка «Oppu» Лайне[фин.] (Olli-Pekka «Oppu» Laine) — бас-гитара
- Сантери «Sande» Каллио[фин.] (Santeri «Sande» Kallio) — клавишные (орга́н)
- Ян Рехбергер[фин.] (Jan «Snoopy» Rechberger) — ударные

Бэк-вокал
- Ноа Груман (Noa Gruman) — женский вокал (1, 2, 4 треки)
- Альберт Кувезин — хоомей (1 трек)
- Аннеке ван Гирсберген (Anneke van Giersbergen) — женский вокал (9 трек)
- Хор Hellscore — (2, 3, 5, 6, 8 треки)

Сессионные музыканты
- Ноа Груман (Noa Gruman) — хоровая аранжировка, дирижёр
- Акира Такасаки (高崎晃) — соло-гитара (бонус трек «Honeyflow»)
- Кристиан «Chrigel» Гланцманн (Christian «Chrigel» Glanzmann) — труба
- Йорген Манкеби[англ.] (Jørgen Munkeby) — саксофон